# Walckenaeria subdirecta
Walckenaeria subdirecta är en spindelart som beskrevs av Alfred Frank Millidge 1983. Walckenaeria subdirecta ingår i släktet Walckenaeria och familjen täckvävarspindlar. Inga underarter finns listade i Catalogue of Life.